# Polène
Polène est une marque de maroquinerie française fondée en 2016 par Elsa, Mathieu et Antoine Mothay. L'entreprise utilise du cuir italien et ses produits sont fabriqués à Ubrique, en Espagne. La marque possède des boutiques à Paris, New York, Tokyo et Séoul.

## Histoire
La marque gagne en popularité au début des années 2020 en apparaissant dans la série Emily in Paris, ou au bras de Kate Middleton.
Initialement lancée en ligne en 2016, elle ouvre sa première boutique en 2021 rue de Richelieu à Paris, puis une seconde par la suite.
En 2024, Pierre-Édouard Stérin cède une part minoritaire du capital détenue par sa société de gestion, à L Catterton, fonds lié à la famille de Bernard Arnault,. Une autre part minoritaire appartient déjà à Cyril Guenoun, proche du groupe LVMH. La valorisation de l'entreprise est alors proche du milliard d'euros.